# Acuticythereis
Acuticythereis is een geslacht van uitgestorven kreeftachtigen uit de klasse van de Ostracoda (mosselkreeftjes).

## Soorten
- Acuticythereis cocoaensis Krutak, 1961 †
- Acuticythereis elongata Bold, 1946 †
- Acuticythereis sendaiensis Ishizaki, 1966 †
- Acuticythereis tenmilecreekensis (Puri, 1954) Hall, 1965 †